# Булычёв, Василий Георгиевич
Василий Георгиевич Булычёв — советский учёный, доктор технических наук, профессор.

## Биография
Родился в 1908 году в крестьянской семье. Член КПСС.
Окончил МИСИ.
В 1929—1945 гг. — научный сотрудник, заведующий лабораторией, в 1945—1971 гг. — заместитель директора, в 1971—1972 гг. — директор Научно-исследовательского института оснований, фундаментов и подземных сооружений имени Н. М. Герсеванова.
За разработку нового метода исследования сейсмостойкости сооружений был в составе коллектива удостоен Сталинской премии за выдающиеся изобретения и коренные усовершенствования методов производственной работы 1951 года.
Умер в 1972 году в Москве.

## Награды
- Орден Трудового Красного Знамени (дважды)
- Орден Знак Почёта (дважды)